# Salmopol (Skisprungschanze)
Die Salmopol war eine Schanzenanlage im polnischen Szczyrk, die 2000 abgerissen wurde. Der Komplex befand sich im Stadtteil Salmopol am Gebirgspass Przełęcz Salmopolska. Die Normalschanze hieß auch Zdzisław-Hryniewiecki-Schanze.

## Historie
Die Sprungschanze wurde 1980 gebaut und 1984 in Betrieb genommen. Die K-85-Skisprungschanze, die nach Zdzisław Hryniewiecki benannt wurde, war aus Holz und auf Betonstützen montiert.
Die Einrichtung war zweimal Austragungsort des Europacups und der polnischen Meisterschaften. Darüber hinaus wurden im März 1991 sowie im Februar 1992 Wettkämpfe des B-Weltcup der Nordischen Kombination ausgetragen, bei denen die Sieger František Máka und Stanisław Ustupski hießen.
Am 31. Mai 2000 wurde die Schanzenanlage verbrannt und zerstört.

## Technische Daten
| Zdzisław-Hryniewiecki-Schanze              | Zdzisław-Hryniewiecki-Schanze |
| ------------------------------------------ | ----------------------------- |
| Erbaut                                     | 1980                          |
| Anlauf                                     |                               |
| Anlauflänge                                | 84,30 m                       |
| Neigung des Anlaufs (γ)                    | 33,2°                         |
| Schanzentisch                              |                               |
| Tischhöhe                                  | 2,40 m                        |
| Tischlänge                                 | 6,40 m                        |
| Neigung des Schanzentisches (α)            | 10,5°                         |
| Aufsprung                                  |                               |
| Konstruktionspunkt                         | 85 m                          |
| Juryweite                                  | 89 m                          |
| Höhendifferenz Tischkante bis K-Punkt (h)  | 39,37 m                       |
| Längendifferenz Tischkante bis K-Punkt (n) | 75,15 m                       |
| K-Punkt Neigungswinkel (β)                 | 35,05°                        |
| Auslauf                                    |                               |
| Länge des Auslaufs                         | 80,80 m                       |

| Salmopol           | Salmopol  |
| Aufsprung          | Aufsprung |
| ------------------ | --------- |
| Konstruktionspunkt | 40 m      |

## Wettbewerbe
| Datum            | Kategorie                 | 1. Platz                                                       | 2. Platz                                                                  | 3. Platz                                                                  |
| ---------------- | ------------------------- | -------------------------------------------------------------- | ------------------------------------------------------------------------- | ------------------------------------------------------------------------- |
| 5. Februar 1989  | Polnische Meisterschaften | Jan Kowal                                                      | Bogdan Papierz                                                            | Zbigniew Klimowski                                                        |
| 23. März 1989    | Europacup                 | Jan Kowal                                                      | František Jež                                                             | Jaroslav Krejča                                                           |
| 16. März 1991    | Europacup                 | Franz Neuländtner                                              | Werner Rathmayr                                                           | Tomáš Goder                                                               |
| 16. Februar 1995 | Polnische Meisterschaften | Wisła UstroniankaAdam Małysz Aleksander Bojda Mariusz Wantulok | WKS ZakopaneStefan Habas Władysław Styrczula Bartłomiej Gąsienica-Sieczka | BBTS Włókniarz Bielsko-BiałaMarek Gwóźdź Mirosław Grzybowski Jacek Pawlak |
| 18. Februar 1995 | Polnische Meisterschaften | Wojciech Skupień                                               | Adam Małysz                                                               | Robert Mateja                                                             |

## Schanzenrekordhalter
| Tag         | Jahr | Springer       | Weite  | Wettbewerb                           |
| ----------- | ---- | -------------- | ------ | ------------------------------------ |
| 17. Februar | 1994 | Ladislav Sulir | 91,0 m | B-Weltcup der Nordischen Kombination |